# 기형도문학관
기형도문학관은 경기도 광명시 소하동에 있는 시인 기형도(1960 ~ 1989)를 기리는 곳이자 기형도의 시론 및 시학을 주제로 전시하는 문학관이다. 광명시 광명문화재단에서 운영한다.

## 소개
인천광역시 옹진군 연평면에서 태어나 광명시에서 거주하였다가 1989년 요절하였던 시인 기형도의 시론 및 시학을 주제로 전시하고 있으며 기형도 저서의 시집과 필본 그리고 그가 살아온 길 등을 소개하고 있다.
기형도는 1960년 인천광역시 옹진군(당시에는 경기도 옹진군) 연평면에서 태어나서 1964년부터 경기도 광명시(당시에는 시흥군)에 거주하면서 시흥국민학교에 입학하였으며 1975년 누이의 죽음을 계기로 시학에 입문하여 시를 쓰게 되었다가 1989년 서울 종로에 있는 영화관에서 영화를 관람하던 중 뇌졸중으로 쓰러져서 향년 29세의 젊은 나이로 세상을 떠났다.
광명시에서는 광명에서 자라왔던 고인의 시문 및 시학에 대한 업적을 기리고자 2017년 11월 10일에 기형도문학관을 개관하였다.

## 전시 현황
- 기형도가 걸어온 길
- 기형도 저서 시집본
- 기형도 시론 및 시학

## 사진

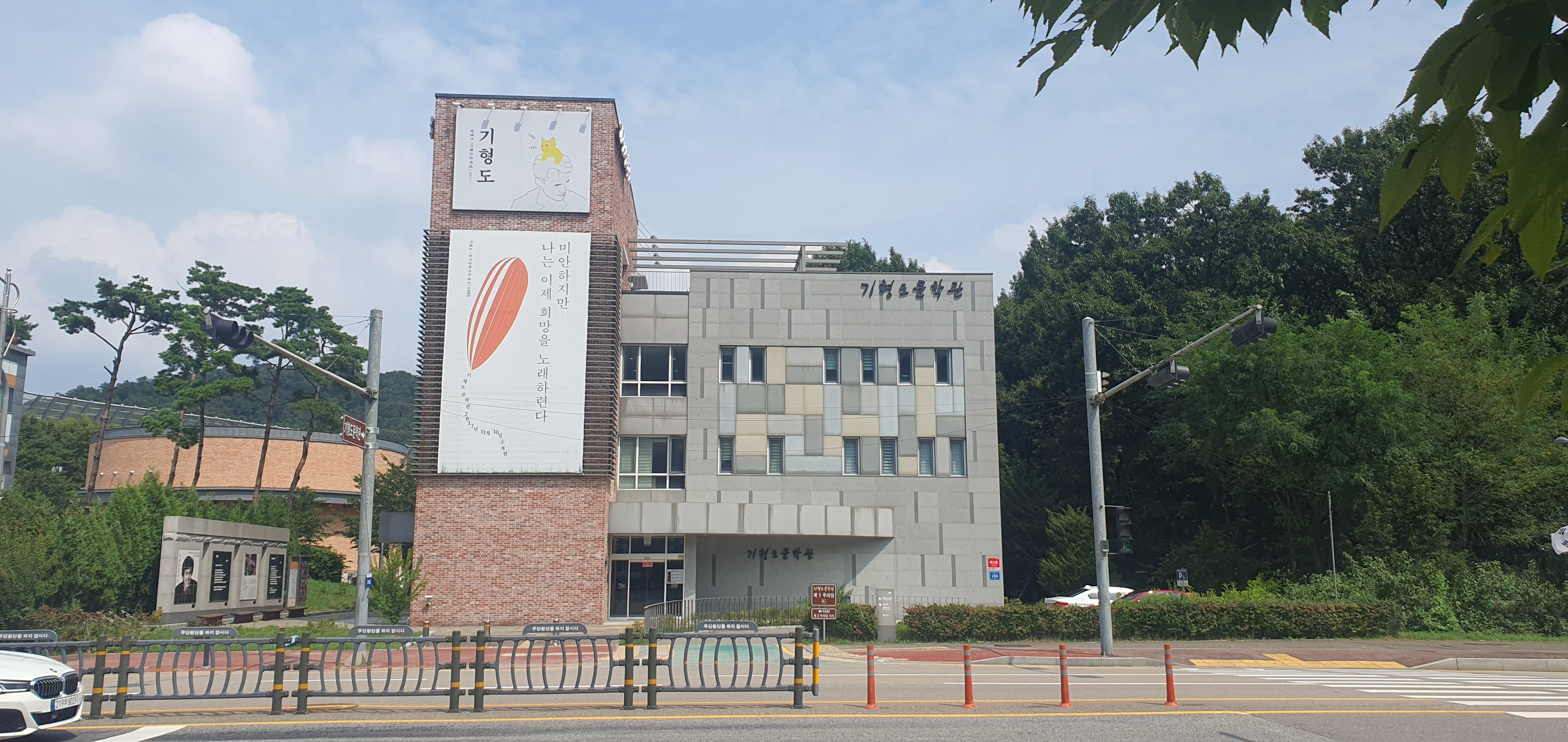
건물 사진

## 같이 보기
- 기형도